# Luciano Paccagnella
Luciano Paccagnella (Vigodarzere, 18 maggio 1939) è un ex multiplista italiano.

## Biografia
Nato nel 1939 a Vigodarzere, in provincia di Padova, a 21 anni ha partecipato ai Giochi olimpici di Roma 1960, nel decathlon, arrivando 13º con 6283 punti (11º con 11"8 e 650 punti nei 100 m, 14º con 6,73 m e 704 punti nel salto in lungo, 5º con 14,18 m e 788 punti nel getto del peso, 4º con 1,80 m e 770 punti nel salto in alto, 21º con 54"3 e 565 punti nei 400 m, 8º con 15"7 e 652 punti nei 110 m ostacoli, 4º con 45,67 m e 797 punti nel lancio del disco, 8º con 3,60 m e 556 punti nel salto con l'asta, 19º con 48,60 m e 503 punti nel lancio del giavellotto e 18º con 4'55"4 e 294 punti nei 1500 m).

## Palmarès
| Anno | Manifestazione  | Sede | Evento    | Risultato | Prestazione | Note |
| ---- | --------------- | ---- | --------- | --------- | ----------- | ---- |
| 1960 | Giochi olimpici | Roma | Decathlon | 13º       | 6283 punti  |      |